# 1984 في أستراليا
فيما يلي قوائم الأحداث التي وقعت خلال عام 1984 في أستراليا.

## برامج ومسلسلات وأنمي
- العودة إلى عدن

## مواليد

### يناير
- 6 يناير – بليندا جوس درّاجة طريق أسترالية.
- 23 يناير – روبي فرح لاعب دوري رغبي أسترالي.

### فبراير
- 23 فبراير – بريندن كلارك متسابق دراجات نارية أسترالي.
- 25 فبراير – هاينريش هوسلر

### مارس
- 4 مارس – ريس كارتر لاعب كرة سلة أسترالي.
- 27 مارس – بريت هولمان لاعب كرة قدم أسترالي.[1]
- 30 مارس – سامانثا ستوسور لاعبة كرة مضرب أسترالية.[2]

### أبريل
- 16 أبريل – نتالي بلير ممثلة أسترالية.
- 24 أبريل – غريغ فانديرجاجت لاعب كرة سلة أسترالي.
- 29 أبريل – فراس ديراني ممثل أسترالي.
- 30 أبريل – صوفي تارنر

### مايو
- 3 مايو – سام هاريس لاعب كرة سلة أسترالي.
- 31 مايو – جايسون سميث

### يونيو
- 3 يونيو – تود ريد لاعب كرة مضرب أسترالي.
- 8 يونيو – جوش ميتشيل لاعب كرة قدم أسترالي.[3]
- 29 يونيو – كريستوفر إيجان ممثل أسترالي.[4]

### يوليو
- 9 يوليو – أليكس كروك
- 11 يوليو – راشيل تايلور
- 13 يوليو – مات ساتون لاعب كرة سلة أسترالي.

### أغسطس
- 3 أغسطس – ميلي يديناك لاعب كرة قدم أسترالي.[5]
- 4 أغسطس – شانون كول لاعب كرة قدم أسترالي.
- 13 أغسطس – ألكس ويلكينسون[6]
- 14 أغسطس – كارل فاليري لاعب كرة قدم أسترالي.[7]

### سبتمبر
- 5 سبتمبر – داميان مارتن لاعب كرة سلة أسترالي.
- 10 سبتمبر – كريستوفر ساتون درّاج طريق أسترالي.

### أكتوبر
- 8 أكتوبر – ترينت لوي درّاج طريق أسترالي.
- 22 أكتوبر – أليكس ماريتش لاعب كرة سلة أسترالي.
- 26 أكتوبر – ناثان هربرت لاعب كرة سلة أسترالي.

### نوفمبر
- 9 نوفمبر – دلتا جودرم[8]
- 14 نوفمبر – ليزا دي فانا لاعبة كرة قدم أسترالية.[9]
- 19 نوفمبر – غابرييل ريتشاردز لاعبة كرة سلة أسترالية.
- 28 نوفمبر – أندرو بوجوت لاعب كرة سلة أسترالي.

### ديسمبر
- 3 ديسمبر – أفرام بابادوبولوس لاعب كرة قدم يوناني.[10]
- 6 ديسمبر – لوكاس ووكر لاعب كرة سلة أسترالي.
- 19 ديسمبر – آرون بروس لاعب كرة سلة أسترالي.
- 25 ديسمبر – جيسيكا أوريغلياسو[11]
- 25 ديسمبر – كريس كاهيل لاعب كرة قدم.[12]
- 25 ديسمبر – ليزا أوريغلياسو[13]

## وفيات

### سبتمبر
- 27 سبتمبر – إليسون هارفي (مواليد 1902) مهندسة معمارية أسترالية.